# Tabitha King
Tabitha King, Tabitha Jane-Frances Spruce (ur. 24 marca 1949 w Maine, USA) – amerykańska pisarka. 
Od 1971 żona Stephena Kinga. Jest matką Owena i Joego oraz Naomi.
Aktywność od 1981.

## Twórczość
- Small World (Macmillan 1981)
- Capetakers (Macmillan 1983)
- The Trap (Macmillan 1985)/ W Wielkiej Brytanii opublikowane pod tytułem Wolves at The Door
- Pearl (New American Library 1988)
- One on One (Dutton 1993)
- Book of Reuben (Dutton 1994)
- Playing Like a Girl; Cindy Blodgett and the Lawrence Bulldogs Season of 93-94 (1994)
- Survivor (William Abrahams, Dutton 1997)
- W cieniu płonących świec (Candles Burning) (2006)